# Media Forest
Media Forest publicerar Israels spellistor för den israeliska musikindustrin, Starten kom 2005 i Netanya, Israel. och man övervakar radio- och TV-kanaler, samt publicerar information. Man publicerar information där artister och musiker betalar för en prenumeration ,som förser dem med realtidsinformation, som även kan sändas över Internet.
Därefter har man även börjat vecka i Frankrike, Argentina, Moldovien, Belgien, Bulgarien, Rumänien och Schweiz. Den 22 juli 2012 började Media Forest verka i Grekland.

## Veckolista
Media Forest publicerar en spellista en gång i veckan, varje söndag. Spellistan innehåller statistik från Media Forest baserat på alla låstar som spelats sedan föregående söndag klockan 00:00:00 och fram till natten mot söndagen, klockan 23:59:59.
Veckolistan publiceras av Mako.